# St1
St1 är ett nordiskt energibolag med en kedja med bensinstationer. Bolaget etablerades i Finland 1995 av Mika Anttonen och idag finns cirka 280 bensinstationer i Sverige. St1 har utvecklat en teknik för småskalig etanolframställning av avfall från till exempel bagerier och slakterier. samt också skogsavfall. St1 är också Finlands största tillverkare av grön el från vindkraft genom samägda bolaget Tuuliwatti.

## Historik
St1 Finland Oy etablerade ett dotterföretag i Sverige 2004 och de första stationerna av 40 stationer öppnades i september 2004 i Mullsjö, Mörrum, Vårgårda, Falköping och Köping.
St1:s ägare Keele Oy köpte i april 2009 samtliga Hydro- och Uno-X-mackar i Sverige samt 40 Jet-mackar i Sverige och 40 Jet-mackar i Norge av StatoilHydro, efter villkor som EU-kommissionen satt för Statoil/Hydro i dess affär med ConocoPhillips om förvärv av Jet-mackar.
I oktober 2010 köpte bolaget Shells 340 bensinstationer i Sverige samt cirka 225 stycken i Finland. Därmed har kedjan 540 stationer i Sverige. Utöver Shells försäljning av bensinstationerna ingick även Shells raffinaderi i Göteborg. Shells varumärke kommer dock att fortsätta användas på tidigare Shell-ägda stationer under en övergångsperiod. Enligt St1 ska samtliga Shellmärkta bensinstationer i Sverige vara omskyltade senast i december 2025. Förändringen ska inte påverka anställda, och bensinstationerna ska drivas som tidigare. Även i Finland och Norge genomförs omskyltning av bensinstationer.
St1 hade 2012 den fjärde största stationskedjan i Sverige och hade den tredje största marknadsandelen av försålt fordonsbränsle. St1 har haft reklamtiteln "För tankande människor".

## Galleri

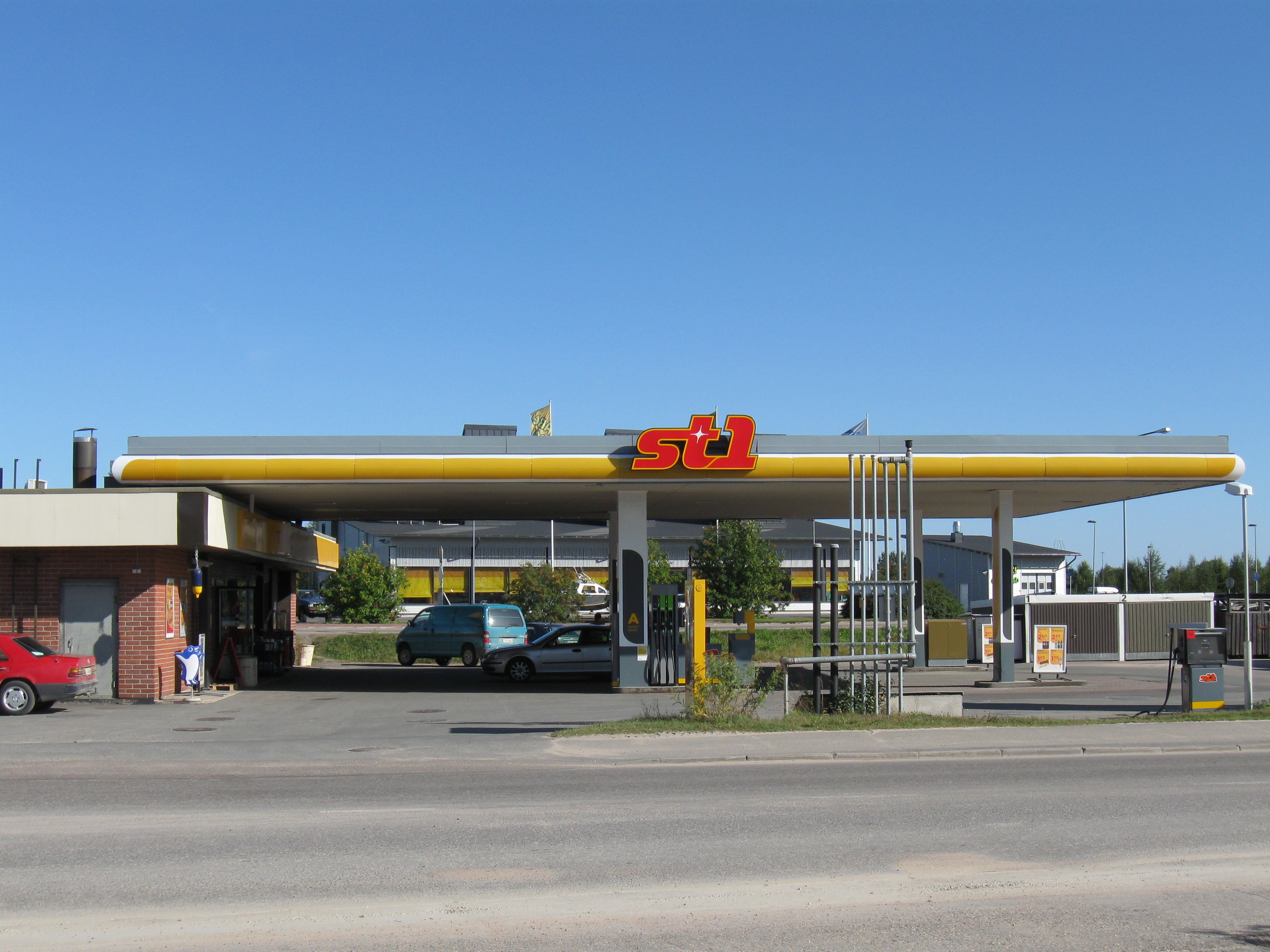
St1-station i Kemijärvi, Finland
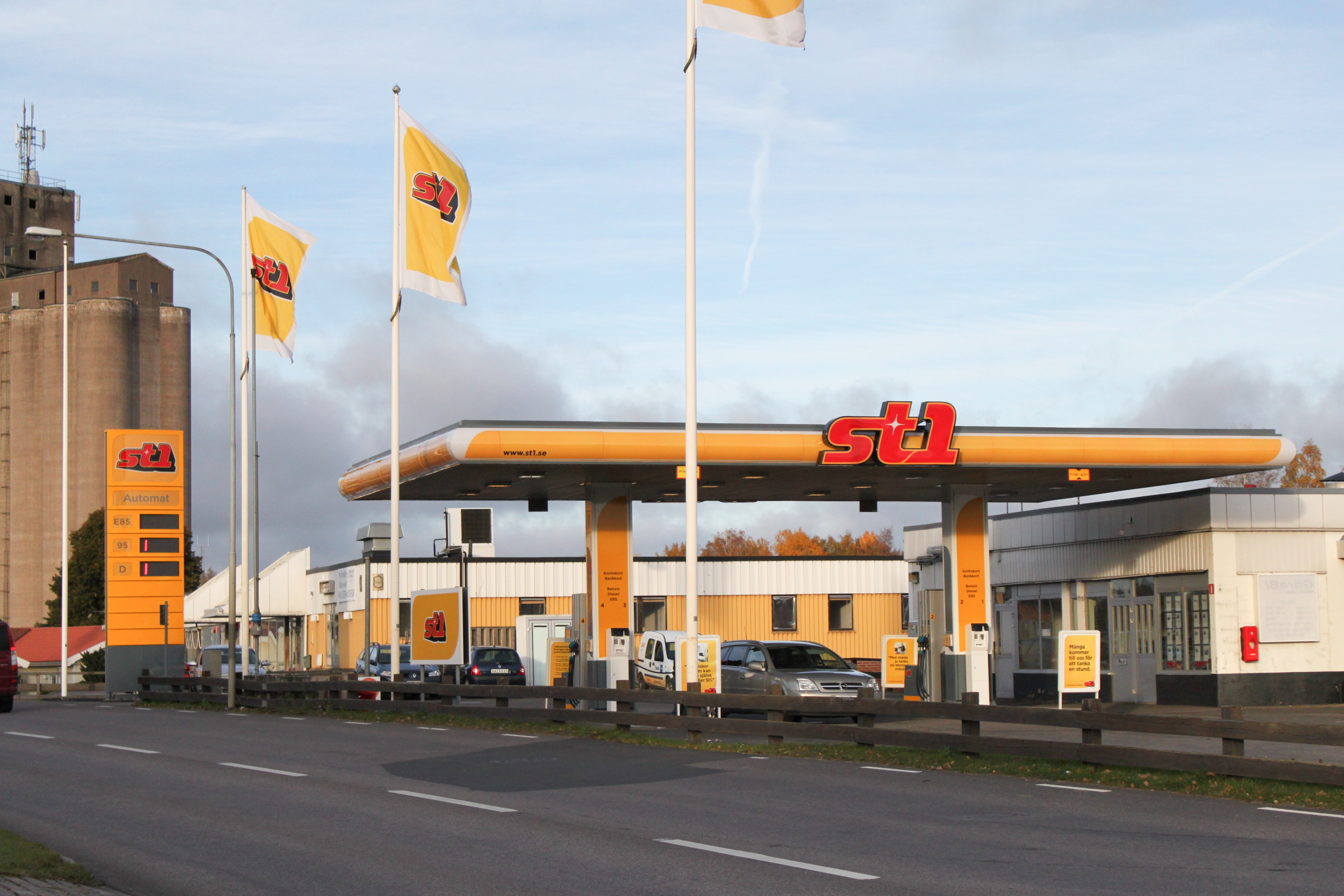
St1-station i Skövde, Sverige
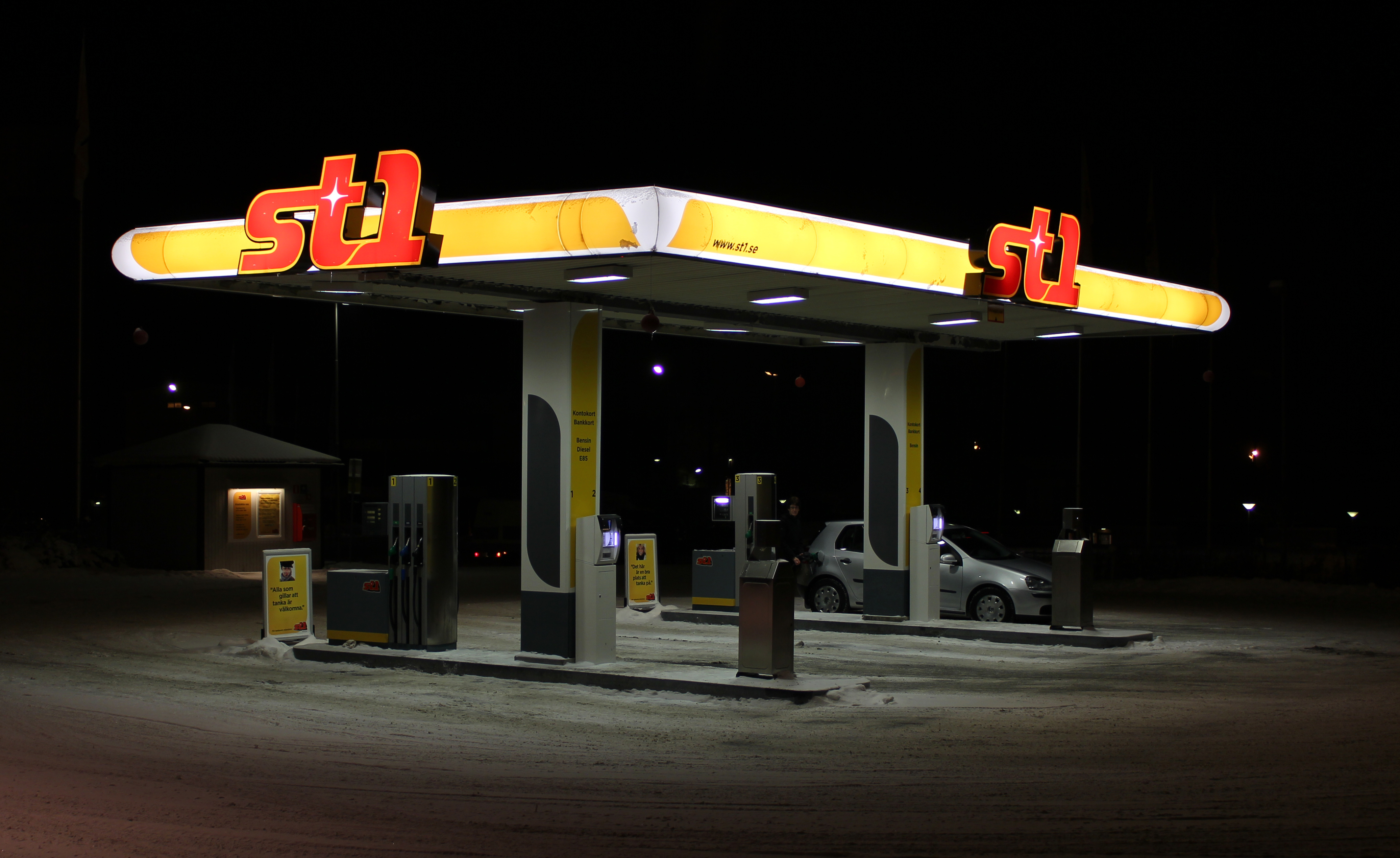
St1-station i Hedemora, Sverige
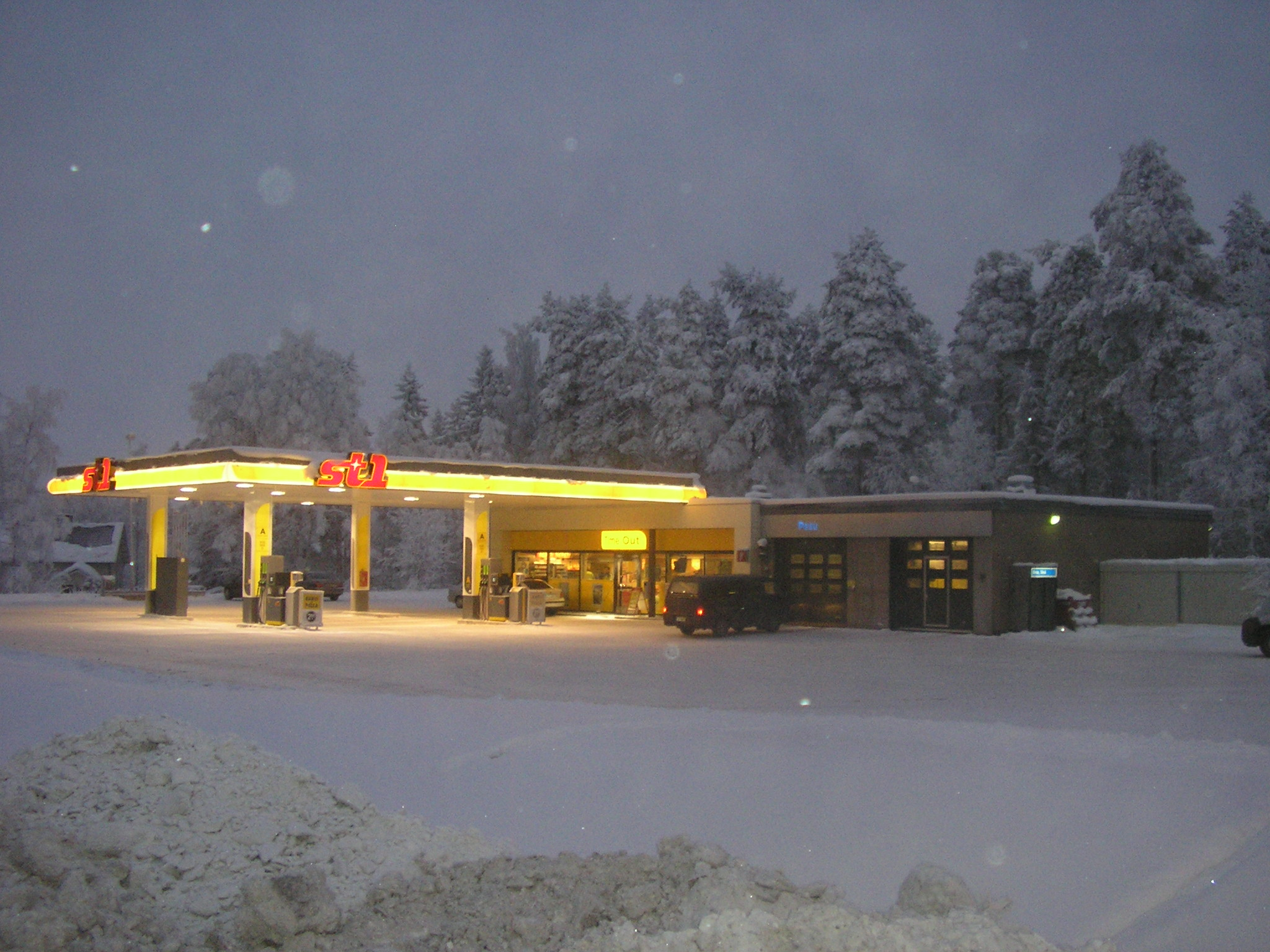
St1-station i Kajana, Finland
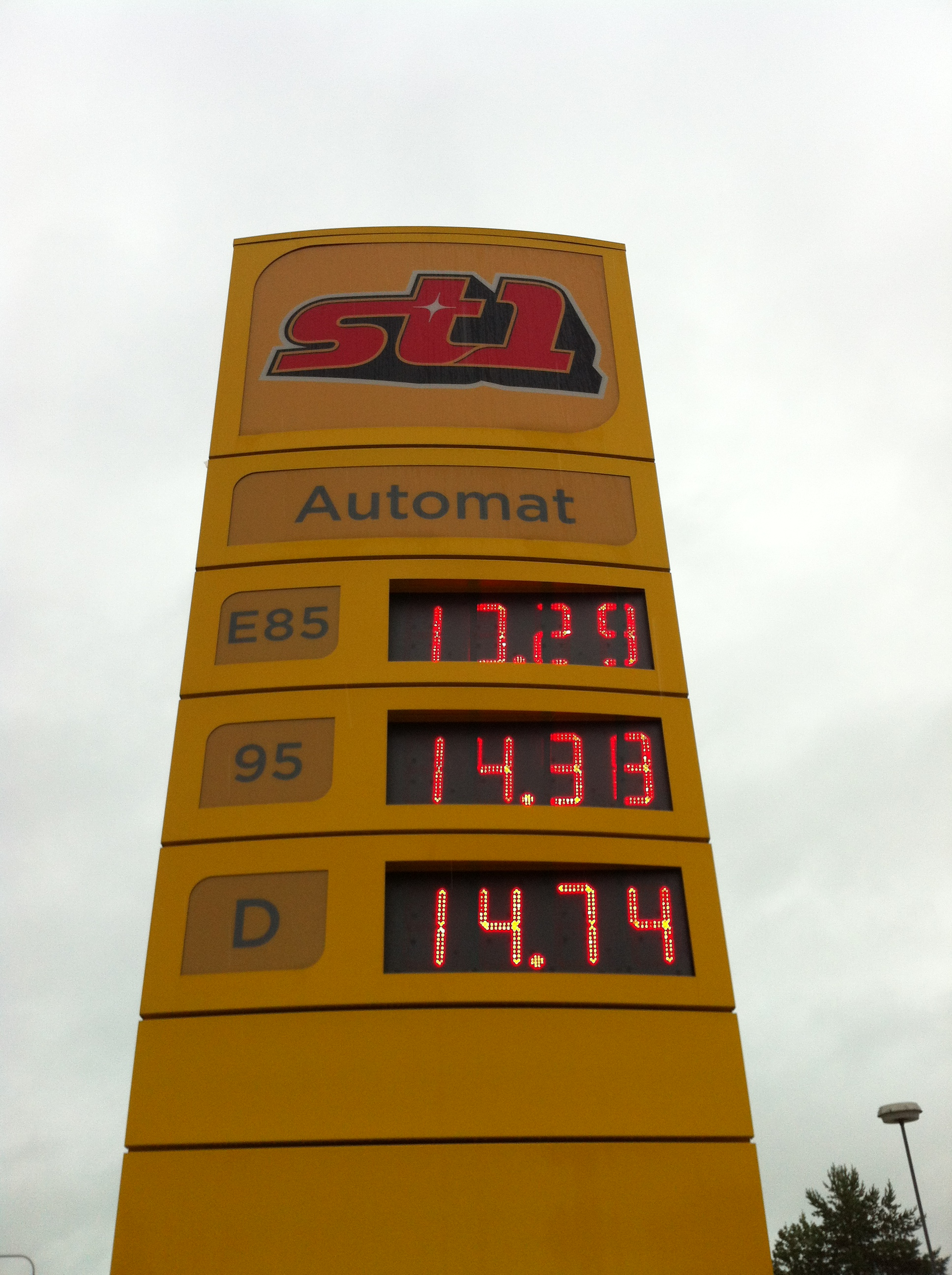
St1-skylt i Hagfors, Sverige